# Завгородній Владіслав Євгенович
Владіслав Євгенович Завгородній (нар. 2 квітня 1974, Дніпропетровськ, УРСР) — український футболіст, півзахисник.

## Життєпис
Футбольну кар'єру розпочав в аматорських колективах «Локомотив» (Знам'янка) та «Дружба-Хліб» (Магдалинівка). професіональну футбольну кар'єру розпочав 1998 року в клубі Другої ліги «Динамо» (Одеса).
У 1999 році перейшов до «Миколаєва». Проте зіграв у футболці «корабелів» 1 поєдинок, 7 березня 1999 року проти харківського «Металіста» (0:2). Після цього зіграв 3 матчі в Другій лізі у складі «Кременя».
Наступного року виїхав до Казахстану, де грав у Вищій лізі за «Батир» та «Жетису». У 2001 році повернувся до України, зіграв 1 матч в аматорському чемпіонаті за «Ніжин». Потім перебрався в «Ниву». У складі тернополян зіграв 13 матчів (1 гол) у Першій лізі.